# Куаутемок Бланко
Куаутемок Бланко Браво (на испански: Cuauhtémoc Blanco Bravo, роден на 17 януари 1973 г.) е бивш мексикански футболист, най-известен с изявите си за Клуб Америка и мексиканския национален отбор. Играе на три световни първенства за отбора на Мексико, като и на трите успява да отбележи гол.

## Кариера
Куаутемок Бланко е роден в квартал Тепито в столицата Мексико, по-късно се преселва в Тлалилко. Открива го Анхел Гонзалес по време на турнира „Бенито Хуарес“, където Бланко играе за състава „ДФ“, с който става шампион на турнира.
На 2 декември 1992 г. дебютира за Клуб Америка. През сезон 1994 вече е твърд титуляр. През 1997 отива да играе под наем в Нексаса. След силен сезон там играе още 2 сезона в Клуб Америка и е основен играч. От 2000 до 2002 е взет от Реал Валядолид, отново под наем. Там обаче не показва най-доброто от себе си. След това играе за Америка още 5 сезона. През 2005 печели шампионата „Класура“, а година по-късно и Шампионската лига на КОНКАКАФ. След като преминава в Чикаго Файър, президента на Америка Гилермо Канедо обявява, че номер 10, с който е играл Бланко се изважда от употреба.
На 3 април 2007 преминава в Чикаго Файър от Мениджър Лийг Сокър. Бланко получава втората най-висока заплата в шампионата – 2,7 млн. $ на сезон. Първи е Дейвид Бекъм. Бланко е лидерът на Чикаго Файър. През 2008 е даден под наем на Сантос Лагуна само за плейофите на шампионата Апертура. Той замества контузеният Кристиян Бенитез в стартовия състав. След това отново се връща в Чикаго Файър.
От 2010 играе за втородивизионния тим на Велакруз. Там изиграва 14 мача и вкарва 5 гола. В средата на 2010 отива в друг втородивизионен тим – Ирапуато. За този отбор Бланко има 38 мача и 8 гола. Преминава през още няколко втородивизионни отбора. От 2014 г. е играч на Пуебла. На 21 април 2015 г. Бланко изиграва последния си мач, в който Пуебла печели Купата на Мексико.
На 22 февруари 2016 г. Бланко се завръща в Клуб Америка, след като от клуба му предлагат краткосрочен договор, за да изиграе бенефиса си с екипа на родния тим. Темо се появява на терена срещу тима на Морелия и изиграва 36 минути.

## Политика
От 1 януари 2016 г. е кмет на Куернавака.

## Филмография
- Триумф на любовта (2010 – 2011) ... Хуан Хосе „Хуанхо“ Мартинес